# Sokołowo (powiat brodnicki)
Sokołowo – osada w Polsce położona w województwie kujawsko-pomorskim, w powiecie brodnickim, w gminie Bartniczka.
W latach 1975–1998 miejscowość administracyjnie należała do województwa toruńskiego.
W parku rośnie grupa 7 dębów bezszypułkowych o obwodach od 242 do 420 cm uznanych za pomnik przyrody.